# Sankosh
Il Sankosh (conosciuto anche come Gadadhar, Mo Chuu, Puna Tsang Chhu o Svarnakosha in alcuni tratti) è un affluente del Brahmaputra che attraversa Bhutan e India.

## Descrizione del corso
Il Mo Chhu sorge sui monti dell'Himalaya, nel distretto di Gasa, non distante dal confine che separa il Bhutan e la Regione Autonoma del Tibet. Il suo corso segue una direzione verso sud, fino ad arrivare all'ex capitale del paese Punakha. Qui, nei pressi dello dzong della città, si ha il punto di confluenza con il Pho Chhu, che arriva da nord-est. Il fiume continua il suo percorso verso Wangdue Phodrang, dove incontra il Tang Chhu e cambia il nome in Puna Tsang Chhu. A questo punto, il corso d'acqua attraversa il distretto di Dagana e quello di Tsirang, per poi entrare nell'Assam (India) e assumere appunto il nome definitivo di Sankosh, con il quale infine sfocia nel Brahmaputra.
Lungo il corso del fiume gran parte dei terreni è utilizzata a fini agricoli.